# Бакьово
Бакьòво е село в Западна България, Софийска област, община Своге. Според Гражданската регистрация и административното обслужване през 15 март 2015 г. селото има 16 жители.

## География
Намира се в Мургашкия дял на Западна Стара планина, пръснато на няколко почти обезлюдени понастоящем махали в гънките на планината. През селото минава Батулийската река.

## Редовни събития
Всяка година около 5 септември се организира събор в селото. По традиция това е есенният събор, на който има курбан – чорба и скара за всички гости. Провежда се винаги на площада на селото – пред единствения магазин.

## Други
Село Бакьово е една предпочитана дестинация основно на жители от гр. София през летните и топли месеци от годината. То е посещавано от туристи – по поречието на Батулийската река. Много от посетителите на селото са софийски граждани, имащи вили в населеното място. Най-населено е през месеците май – септември.

## Галерия
- Снимки от с. Бакьово
- Партизански паметник в селото
- Партизански паметник в селото